# Kanaat Kimek
Het kanaat Kimek (Turks: Kimek Devleti) was een middeleeuws Turks kanaat dat voornamelijk uit Kyptsjaken en Kimekken bestond. Dit rijk ging door de snelle optocht van het Mongoolse Rijk ten onder.